# Саккар (остров)
Саккар (англ. Sakar Island) — остров в Тихом океане. Площадь поверхности — 30 км². Является территорией государства Папуа — Новая Гвинея. Административно входит в состав провинции Моробе региона Момасе. Вулканический остров образован одноимённым вулканом, в море Бисмарка.
Остров, эллиптической формы (9 на 7 км). Остров поднимается над дном моря на 2500 м и на глубине 200 м сочленён подводным валом с островом Умбой. Основание острова сложено авгитовыми базальтами, а его верхняя часть — лабродоритовыми базальтами. Кратер, диаметром 1,5 км, заполнен озером, на южном берегу острова есть горячие источники. Приблизительное время образования — голоцен.